# Промина
Промина (хорв. Promina) – громада в Шибеницько-Книнській жупанії Хорватії.

## Населення
Населення громади за даними перепису 2011 року становило 1 136 осіб, 4 з яких назвали рідною українську мову. 
Динаміка чисельності населення громади:

## Населені пункти
До громади Промина входять: 
- Бободол
- Богатич
- Читлук
- Лукар
- Люботич
- Матасе
- Мратово
- Оклай
- Пуляне
- Разводже
- Сукновці

## Клімат
Середня річна температура становить 13,63°C, середня максимальна – 29,06°C, а середня мінімальна – -1,49°C. Середня річна кількість опадів – 863 мм.
| Клімат поселення                              | Клімат поселення | Клімат поселення | Клімат поселення | Клімат поселення | Клімат поселення | Клімат поселення | Клімат поселення | Клімат поселення | Клімат поселення | Клімат поселення | Клімат поселення | Клімат поселення | Клімат поселення |
| Показник                                      | Січ.             | Лют.             | Бер.             | Квіт.            | Трав.            | Черв.            | Лип.             | Серп.            | Вер.             | Жовт.            | Лист.            | Груд.            |                  |
| Середній максимум, °C                         | 10,08            | 11,13            | 14,18            | 17,70            | 22,68            | 26,63            | 29,06            | 28,71            | 24,02            | 19,20            | 13,78            | 10,60            |                  |
| Середня температура, °C                       | 4,29             | 5,35             | 8,41             | 11,90            | 16,89            | 20,85            | 24,10            | 23,80            | 19,10            | 14,28            | 8,85             | 5,68             |                  |
| Середній мінімум, °C                          | −1,49            | −0,42            | 2,60             | 6,15             | 11,11            | 15,09            | 19,21            | 18,90            | 14,20            | 9,34             | 3,93             | 0,74             |                  |
| Норма опадів, мм                              | 72               | 65               | 71               | 76               | 63               | 62               | 39               | 52               | 81               | 90               | 105              | 87               |                  |
| Середньомісячна швидкість вітру, м/с          | 1.82             | 2.04             | 2.28             | 2.26             | 2.01             | 1.80             | 1.82             | 1.66             | 1.73             | 1.76             | 2.06             | 2.02             |                  |
| Середньомісячна сонячна радіація, кДж/м²·день | 5267             | 7976             | 11626            | 16263            | 20241            | 22598            | 24350            | 21293            | 15920            | 10258            | 5690             | 4516             |                  |
| --------------------------------------------- | ---------------- | ---------------- | ---------------- | ---------------- | ---------------- | ---------------- | ---------------- | ---------------- | ---------------- | ---------------- | ---------------- | ---------------- | ---------------- |
| Джерело:                                      |                  |                  |                  |                  |                  |                  |                  |                  |                  |                  |                  |                  |                  |